# Fortune et Trahisons
Fortune et Trahisons ou Le Petit Héritier en France (Der Fürst und das Mädchen) est une série télévisée dramatique allemande en 43 épisodes de 45 minutes créée par Michael Baier et diffusée entre le 17 septembre 2002 et le 18 juillet 2007 sur ZDF.
En France, la série a été diffusée à partir du 3 janvier 2006 sur TF1 ; au Québec à partir du 4 septembre 2006 à Séries+, en Belgique sur La Une et La Deux, et en Suisse sur TSR1 et TSR2.

## Distribution
- Maximilian Schell (VF : Claude Giraud) : prince Friedrich Fürst von Thorwald
- Franco Nero : Conte Massimo di Romano (saison 3)
- Rike Schmid (VF : Delphine Rivière) : princesse Ursula Kaminski
- Wanja Mues : prince Benjamin von Thorwald
- Daniela Ziegler (de) (VF : Christine Delaroche) : princesse Beate von Thorwald
- Roland Koch (de) (VF : Pierre Tessier) : Ulrich Gesswein
- Hans Peter Korff : Joseph Bachschuster
- Tessa Mittelstaedt (de) : princesse Cynthia Gräfin Baldung
- Norman Kalle : Leo Bachschuster (saisons 2 et 3)
- Dorka Gryllus (de) (VF : Adeline Moreau) : Comtesse Laura Gräfin Boronski (saisons 2 et 3)
- Oliver Mommsen (VF : Antoine Doignon) : Paul Danner (saison 1)
- Florian Fitz (de) (VF : Guillaume Orsat) : Robert Castrop (saison 2)
- Mirjam Heller : Jutta Fabian (saison 1)
- Julia Dahmen (de) (VF : Chantal Baroin) : Emma Dagmar (saison 1)
- Miguel Herz-Kestranek (de) : Conrad Comte Lichtenthal (saisons 2 et 3)
- Andrea Jonasson : Christine Duchesse de Stoneham (saisons 2 et 3)
- Michael König (de) : Prof. Martin Oberndorf (saisons 2 et 3)
- Melika Foroutan : Jennifer Annast (saisons 2 et 3)
- Thomas Heinze (de) : Thomas Baumgartner (saison 3)
- Arthur Brauss : John Mc Gregor (saison 3)
- Anja Schüte : Dr. Iris Wohlfahrt (saison 3)
- Julia Stinshoff : Sophia von Waldow (saison 3)

 Source et légende : version française (VF) sur RS Doublage

## Épisodes

### Première saison (2003)
1. Brautschau
2. Hochzeitsnacht
3. Verräter
4. Kampfansage
5. Attentat
6. Traumhochzeit
7. Radikalkur
8. Verschwörung
9. Abschied
10. Traumreise
11. Romanze in Moll (1)
12. Romanze in Moll (2) - Heimkehr

### Deuxième saison (2005)
1. Ein falscher Schritt (1)
2. Ein falscher Schritt (2) - Auf eigene Faust
3. Ein letzter Versuch
4. In letzter Sekunde
5. Ein neues Leben
6. Schlange im Paradies
7. Die große Versuchung (1)
8. Die große Versuchung (2) - Wolf im Schafspelz
9. Falsches Spiel
10. Ultimatum
11. Stimme des Herzens

### Troisième saison (2007)
1. Schatten über dem Glück (1)
2. Schatten über dem Glück (2)
3. Dunkle Wolken
4. Schlag auf Schlag
5. Mordverdacht
6. Abschiedsbrief
7. Freundschaft
8. Böse Überraschung
9. Vergeben und vergessen
10. Gefährliche Strömung
11. Erpressung
12. Ein guter Stern
13. Himmelwärts
14. Geheimnisvolle Reise
15. Die Söhne des Fürsten
16. Verluste
17. Nicolai
18. Mutterglück
19. Familienbande
20. Machtspiele